# Archers of Loaf
Archers of Loaf — американская инди-рок-группа, образованная в Чапел-Хилл, в 1991 году. Группа много гастролировала и выпустила четыре студийных альбома, один сборник, множество синглов и мини-альбомов, а также концертный альбом, который был выпущен после распада группы в 1998 году. В 2011 году группа начала тур воссоединения, который совпал с переизданием четырёх её альбомов на лейбле Merge Records. В июле 2022 года группа объявила о выпуске своего первого альбома за почти 25 лет, Reason in Decline, выпущенного также на лейбле Merge Records в октябре того же года.

## Дискография
Альбомы
- Icky Mettle (Alias, 1993; Merge, 2011)
- Vee Vee (Alias, 1995; Merge, 2012)
- All the Nations Airports (Alias, 1996; Merge, 2012)
- White Trash Heroes (Alias, 1998; Merge, 2012)
- Reason in Decline (Merge, 2022)

EP и прочие сборники
- Vs the Greatest of All Time (Alias, 1994)
- The Speed of Cattle (Alias, 1996)
- Vitus Tinnitus (Alias, 1997)
- Seconds Before the Accident (Alias, 2000)
- Curse of the Loaf (ARRA, 2015)

Синглы
- "Wrong"/"South Carolina" (Stay Free, 1992)
- The Loaf's Revenge (contains "Web in Front"/"Bathroom"/"Tatyana") (Alias, 1993)
- Might (Alias, 1993)
- The Results After the Loaf's Revenge (contains "What Did You Expect?"/"Ethel Merman") (Merge, 1994)
- "Telepathic Traffic"/"Angel Scraper" split with Monsterland, (Radiopaque, 1994)
- "Funnelhead"/"Quinnbeast" split with Treepeople, (Sonic Bubblegum, 1994)
- "Harnessed in Slums"/"Telepathic Traffic" (Alias, 1995)
- "Mutes in the Steeple"/Smoking Pot in the Hot City" (Esther, 1995)
- "Vocal Shrapnel"/"Density" (Alias, 1996)
- "Jive Kata" (Alias, 1997)
- "Raleigh Days" (Merge, 2020)
- "Talking Over Talk"/"Cruel Reminder" (Merge, 2020)
- "Street Fighting Man" (Merge, 2020)
- "In the Surface Noise" (Merge, 2022)
- "Screaming Undercover" (Merge, 2022)